# Jean-Baptiste Reboul

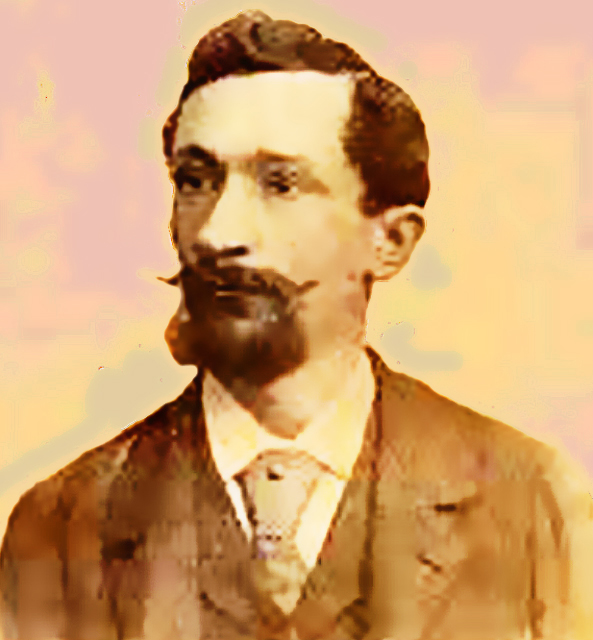
Jean-Baptiste Reboul.

Jean-Baptiste Joseph Marius Reboul, född 12 april 1862 i La Roquebrussanne, död 1926 i Marseille, var en fransk kock. Han samlade även in och publicerade traditionella och samtida recept ur det provensalska köket.
Han lärde sig kockyrket på hotellrestaurangerna i Montreux innan han under några år flyttade med säsongerna mellan restauranger i Schweiz och Provence. Han slog sig sedan ner i Marseille och var kökschef på Hôtel de Castille och Hôtel du Luxembourg innan han blev huskock hos familjen Noilly-Prat, som låg bakom vermouthen med samma namn. Där förblev han under resten av sin karriär.
Jean-Baptiste Reboul publicerade första upplagan av sin kokbok La Cuisinière provençale med insamlade regionala recept 1897. Den sjätte upplagan skickade han till Frédéric Mistral som arbetade för främjandet av provensalsk kultur. Frédéric Mistral önskade att rätterna skulle presenteras med sina provensalska namn vilket också skedde i senare upplagor.
Receptsamlingen består 1 120 recept och 365 menyer. Den har kommit ut i 24 upplagor och är fortfarande efterfrågad.